# Não Importa o Lugar
Não Importa o Lugar é o quinto álbum de estúdio da dupla sertaneja César Menotti & Fabiano, lançado em 9 de março de 2018 pela Som Livre.

## Antecedentes e produção
Após o lançamento do álbum Memórias II (Ao Vivo), a dupla começou a buscar novas músicas para o seu repertório. Foram vários encontros com compositores e horas de audição durante as viagens para os shows até chegarem a um consenso. As gravações do álbum aconteceram em Belo Horizonte, onde a dupla reside. O trabalho resultou em um álbum inédito de 16 faixas, com letras sobre amores e decepções, com uma produção despojada e eficiente.

## Lista de Faixas
| N.º            | Título                                            | Compositor(es)                                                                                            | Duração |  |
| 1.             | "Apaga a Lua[a]"                                  | Lari Ferreira Nicolas Damasceno Rafael Borges Diego Silveira César Augusto                                | 2:58    |  |
| 2.             | "O Que É Que Tem"                                 | Everton Matos Diego Ferrari Sando Neto Ray Antônio Paulo Pires Guilherme Ferraz Rafael Quadros            | 2:57    |  |
| 3.             | "Dá Medo"                                         | Rafael Augusto Murilo Huff Ronael Ricardo Vismarck Gustavo Martins                                        | 2:43    |  |
| 4.             | "Se Os Anjos Dormirem"                            | Fred Liel Débora Xavier Márcia Araújo                                                                     | 2:58    |  |
| 5.             | "Talvez Eu Te Esqueça"                            | D. Ferrari E. Matos R. Antônio S. Neto G. Ferraz P. Pires Léo Pires Leo Sagga David Martin Andressa Lopes | 2:38    |  |
| 6.             | "Só Dava Eu"                                      | Júnior Gomes Elcio Di Carvalho Vine Show Júnior Pepato                                                    | 2:48    |  |
| 7.             | "A Mulher do GPS"                                 | Marquinhos Maraial Abimael Gomes Rafa Alves Diego Henrique Edu Luppa                                      | 3:17    |  |
| 8.             | "Vinho Tinto"                                     | E. Carvalho J. Gomes V. Show J. Pepato                                                                    | 2:48    |  |
| 9.             | "Seu Capricho, Seu Desleixo"                      | E. Carvalho J. Pepato V. Show Samuel Alves                                                                | 2:59    |  |
| 10.            | "Vem Cá Vê Se Não É Eu (Vem Cá Vê Se Não Sou Eu)" | J. Pepato Hiago Vinícius V. Show J. Gomes                                                                 | 2:45    |  |
| 11.            | "Cesarmenottiando"                                | E. Carvalho J. Gomes J. Pepato V. Show                                                                    | 2:39    |  |
| 12.            | "Pergunta Sem Resposta"                           | Frederico Nunes Hugo Del Vecchio Juliano Tchula Marília Mendonça                                          | 3:00    |  |
| 13.            | "Disco Arranhado"                                 | Tierry | 2:51    |  |
| 14.            | "Em Respeito a Ela (Você Não Merece Ser Amante)"  | Kauê Segundero Diego Damasceno Thiago Rossi                                                               | 2:16    |  |
| 15.            | "Palmas"                                          | R. Quadros Waleria Leão Alex Torricelli Rodrigo Oliveira                                                  | 2:51    |  |
| 16.            | "Não Importa o Lugar"                             | E. Carvalho J. Gomes J. Pepato V. Show                                                                    | 2:42    |  |
| Duração total: | Duração total:                                    | Duração total:                                                                                            | 45:10   |  |

| EP Digital     |                              |         |  |
| N.º            | Título                       | Duração |  |
| 1.             | "Disco Arranhado"            | 2:51    |  |
| 2.             | "O que É que Tem"            | 2:57    |  |
| 3.             | "Seu Capricho, Seu Desleixo" | 2:59    |  |
| 4.             | "Vem Cá Vê Se Não Sou Eu"    | 2:45    |  |
| 5.             | "Palmas"                     | 2:51    |  |
| 6.             | "Apaga a Lua[a]"             | 2:58    |  |
| Duração total: | Duração total:               | 17:11   |  |

#### Nota
↑[a] "Apaga a Lua" contém citação musical de Hoje Eu Quero Te Amar, escrita por César Augusto e interpretada por Zezé Di Camargo & Luciano.